# Музей на киното в Иран
Музеят на киното (на персийски: موزه سینما) в Иран се намира в столицата Техеран.
Идеята за създаването на музея се заражда през 1994 г., а откриването му е през юни 1998 г.
Разположен в красиво имение от епохата на Каджарите и заобиколен от прекрасна градина, този интересен музей изобразява и обяснява (на английски език също) експонати на оборудване, снимки и плакати от иранската вековна филмова индустрия.
Към настоящия момент, е разположен в градината Фердоус. Сградата е висока 3 етажа и половина. В нея са разположени фотографии, документи и оборудване от старото кино. Музеят се състои от няколко зали и разполага с два кино салона.
Музеят на киното съдържа 7 зали:
1. Навлизане на киното в Иран
2. Кино от периода 1330 – 1380 г. (по ирански календар)
3. Международни фестивали и награди
4. Кино на свещената отбрана
5. Арменска секция и иранско кино
6. Детско-юношеска секция
7. Звукозапис и музика.

Музеят на киното в Иран е създаден с цел събиране, защита, записване и осигуряване на подходящо представяне на иранското кино наследство.